# Наталкинское золоторудное месторождение
Ната́лкинское золоторудное месторождение — золоторудное месторождение, находящееся в Тенькинском районе Магаданской области, на площади Яно-Колымской складчатой системы.
Расположено в 390 км от Магадана, в долине реки Омчак, между ручьями Геологический и Глухарь.

## История
Открыто месторождение было в 1942 году и связано с именем геолога Е. П. Машко. В 1945 году для его эксплуатации было организовано предприятие «Рудник имени Матросова» в составе Тенькинского горнопромышленного управления Дальстроя (ныне ОАО «Полюс Магадан»).

## Происхождение названия
В начале 1940-х годов, геолог Д. П. Асеев, возглавлявший Тенькинский разведрайон, обнаружил два золотоносных ручья, которые впоследствии были названы в честь детей Асеева: Наталка (Наталкин) и Павлик. В дальнейшем имена ручьёв дали названия месторождениям золота: Наталкинское и Павлик.

## Геологическая характеристика
Месторождение относится к золото-кварцевым объектам штокверкового типа. Рудное поле Наталкинского месторождения площадью 40 км² находится в составе Омчакского золоторудного узла, расположено в зоне Тенькинского (Омчакского) глубинного разлома. Сложено нижне- и верхнепермскими осадочными породами, претерпевшими воздействие регионального динамо-термального метаморфизма на уровне зеленосланцевой фации. Интрузивные образования представлены дайками и силами спессартитов и риолитов раннемелового возраста. Оруденение контролируется серией продольных крутопадающих разломов и выражено мощными протяженными зонами жильно-прожилковой минерализации. Руды месторождения относятся к арсенопиритовому минеральному типу.
Среднее содержание золота в запасах руд месторождения Наталка на 2017 год составляет 1,7 г/т.

## Технология золотоизвлечения
Золотосодержащая порода проходит измельчение в шаровой мельнице (крупнейшая в мире на этом месторождении), в её барабанах может измельчаться до 15 тысяч тонн породы в день. Далее измельчённый материал поступает на гравитационное обогащение. После обогащения производится выплавка слитков сплава Доре, с очень высоким содержанием золота — 75 %, и с 23 % серебра. Готовые слитки отправляются на аффинажный завод для полной очистки.